# Catasetum intermedium
Catasetum intermedium är en orkidéart som beskrevs av Lou Christian Menezes och Guido Jozef Braem. Catasetum intermedium ingår i släktet Catasetum och familjen orkidéer. Inga underarter finns listade i Catalogue of Life.